# Catalina Saavedra
Pour les articles homonymes, voir Saavedra et Pérez.
Catalina Saavedra Pérez, née le 9 janvier 1968 à Viña del Mar, ville proche de Valparaíso , au Chili, est une actrice chilienne.

## Filmographie

### Au cinéma
- 1994 : Hasta en las mejores familias : Jessica
- 1997 : Volando voy : Luchita
- 1997 : El bidón
- 2004 : La perra
- 2007 : Normal con alas : Carmen Cecilia Salfate
- 2007 : La vida me mata : Chabe
- 2008 : Chile Puede : Magda
- 2008 : 31 minutos, la películav : Cachirula de los Cachirulos (voix : version espagnole)
- 2008 : Secretos
- 2008 : Bahía Azul
- 2008 : Mami te amo
- 2009 : La Nana : Raquel
- 2009 : El baile de la Victoria : Madre Ángel
- 2010 : Un nuevo baile : Niece
- 2010 : Los 33 de San José : Hermana
- 2010 : Les Vieux Chats (Gatos viejos) : Hugo/Béatriz
- 2011 : La lección de pintura : Leontina
- 2012 : Joven y alocada de Marialy Rivas : Mujer Convertida
- 2012 : La Jubilada : Georgina Neira
- 2012 : Caleuche: El llamado del Mar : Aurora
- 2013 : La Pasión de Michelangelo : Irma
- 2013 : Les Sœurs Quispe (Las Niñas Quispe) de Sebastián Sepúlveda : Lucía Quispe
- 2013 : El árbol magnético : Carla
- 2014 : Neruda
- 2014 : Desastres Naturales : Valentina
- 2015 : La Mujer de Barro : María
- 2015 : The Simple Things
- 2012 : Nuestra orilla : Elisa
- 2016 : And the Whole Sky Fit in the Dead Cow's Eye
- 2016 : Mirage d’amour avec fanfare : Edelmira
- 2017 : Alto Hospicio
- 2019 : Ema de Pablo Larraín

### À la télévision
- 1999 : Fuera de Control : Pamela Duarte (telenovela)
- 2015 : Matriarcas :
- 2020 : Helga y Flora : Flora Gutiérrez

## Distinctions
- 2008 : Prix Altazor de la meilleure actrice dans une pièce pour Las Brutas